# Poloprvočíslo
Poloprvočíslo je přirozené číslo, které je součinem právě dvou prvočísel (ta mohou být i stejná). Poloprvočísla jsou vždy složená čísla. Prvním poloprvočíslem je 4, které je rovno 2×2. Poloprvočísel je nekonečně mnoho. 

## Příklad
- Číslo 33 má dělitele 1, 3, 11 a 33 (prvočíselný rozklad je 3·11). Poloprvočíslo musí být dělitelné jedničkou, jedním (pokud je druhou mocninou prvočísla) nebo dvěma prvočísly a samo sebou, takže 33 je poloprvočíslo.
- Číslo 19 má dělitele 1 a 19 (rozklad 19). Poloprvočíslo musí být dělitelné jedničkou, dvěma prvočísly a samo sebou, takže 19 není poloprvočíslo, ale prvočíslo.
- Číslo 42 má dělitele 1, 2, 3, 6, 7, 14, 21 a 42 (rozklad 2·3·7). Poloprvočíslo musí být dělitelné pouze jedničkou, jedním či dvěma prvočísly a samo sebou, takže 42 není poloprvočíslo ani prvočíslo.
- Číslo 49 má dělitele 1, 7 a 49 (rozklad 72). Poloprvočíslo musí být dělitelné jedničkou, jedním nebo dvěma prvočísly a samo sebou, 49 je poloprvočíslo, protože jde o druhou mocninu prvočísla.

## Vlastnosti
- Lichá poloprvočísla jsou vždy součinem dvou prvočísel (různých od 2).
- Sudá poloprvočísla jsou vždy dvojnásobkem nějakého prvočísla.
- Poloprvočísla jsou téměř vždy deficientní (výjimkou je 6, což je dokonalé číslo).
- Jediné sudé prvočíslo je 2, ale sudých poloprvočísel je nekonečně mnoho.
- Existují poloprvočíselná dvojčata, trojčata i paterčata (trojčata a dvojčata za sebou). První poloprvočíselná dvojčata jsou 21 a 22, první trojčata jsou 33, 34 a 35 a první paterčata 141, 142, 143, 145 a 146.

## Poloprvočísla do 1000
4, 6, 9, 10, 14, 15, 21, 22, 25, 26, 33, 34, 35, 38, 39, 46, 49, 51, 55, 57, 58, 62, 65, 69, 74, 77, 82, 85, 86, 87, 91, 93, 94, 95, 106, 111, 115, 118, 119, 121, 122, 123, 129, 133, 134, 141, 142, 143, 145, 146, 155, 158, 159, 161, 166, 169, 177, 178, 183, 185, 187, 194, 201, 202, 203, 205, 206, 209, 213, 214, 215, 217, 218, 219, 221, 226, 235, 237, 247, 249, 253, 254, 259, 262, 265, 267, 274, 278, 287, 289, 291, 295, 298, 299, 301, 302, 303, 305, 309, 314, 319, 321, 323, 326, 327, 329, 334, 335, 339, 341, 346, 355, 358, 361, 362, 365, 371, 377, 381, 382, 386, 391, 393, 394, 395, 398, 403, 407, 411, 413, 415, 417, 422, 427, 437, 445, 446, 447, 451, 453, 454, 458, 466, 469, 471, 473, 478, 481, 482, 485, 489, 493, 497, 501, 502, 505, 511, 514, 515, 517, 519, 526, 527, 529, 533, 535, 537, 538, 542, 543, 545, 551, 553, 554, 559, 562, 565, 566, 573, 579, 581, 583, 586, 589, 591, 597, 611, 614, 622, 623, 626, 629, 633, 634, 635, 649, 655, 662, 667, 669, 671, 674, 679, 681, 685, 687, 689, 694, 695, 697, 698, 699, 703, 706, 707, 713, 717, 718, 721, 723, 731, 734, 737, 745, 746, 749, 753, 755, 758, 763, 766, 767, 771, 778, 779, 781, 785, 789, 791, 793, 794, 799, 802, 803, 807, 813, 815, 817, 818, 831, 835, 838, 841, 842, 843, 849, 851, 862, 865, 866, 869, 871, 878, 879, 886, 889, 893, 895, 898, 899, 901, 905, 913, 914, 917, 921, 922, 923, 926, 933, 934, 939, 943, 949, 951, 955, 958, 959, 961, 965, 973, 974, 979, 982, 985, 989, 993, 995, 998